# Mistyka włoska
Mistyka włoska – mistyka chrześcijańska praktykowana na terenie Włoch.

## Początki
Mistyka włoska swą genezę wywodzi od zakonów żebrzących (zwłaszcza franciszkanów). Jej początek przypada na czas od XIII w. i w swym założycielskim duchu wzywała do ewangelicznej prostoty życia, autentycznego naśladowania Jezusa w ubóstwie oraz w doskonałej radości (perfetta letizia). Czerpiąc natchnienie od św. Franciszka z Asyżu oraz jego spontaniczno-symbolicznej interpretacji całego stworzenia jako podobieństwa Bożego, głosiła "mądrość serca" (zob. św. Franciszek z Asyżu – Pieśń słoneczna; Egidiusz z Asyżu – Pochwała cnót i stworzenia). Literatura tego nurtu w tym okresie posiada charakter biograficzny i wizyjny, przy czym nie jest wolna od akcentów legendarnych i cudownych (Kwiatki św. Franciszka, XIV w.; Mistyczne zaślubiny św. Franciszka z Panią Biedą, ok. 1227 r.).
Mnisi dominikańscy – najbardziej reprezentatywnym tekstem okresu początkowego rozwoju jest niezwykle popularna Złota legenda Jakuba z Voragine (ok. 1230-1298).

## Kierunki rozwoju mistyki włoskiej i jej przedstawiciele
Dobrym gruntem dla rozwoju mistyki włoskiej były także zakony kobiece (szczególnie tercjarki), które wytworzyły tzw. „mistykę kobiet”. Ich głębokie życie duchowe otwarte na łaskę Bożą charakteryzowało się pokutniczo-ekstatycznym powierzeniem się Chrystusowi (zob. św. Małgorzata z Kortony) oraz obfitowało namiętnymi uniesieniami miłosnymi (zwłaszcza bł. Aniela z Foligno). Wybitną przedstawicielką kobiet mistyczek jest św. Katarzyna ze Sieny, która swym bogatym życiem duchowym i niezwykłym charyzmatem apostolskim wywarła inspirujące oddziaływanie na ducha wiary Italii oraz Europy.
Z czasem zaczęto teologicznie interpretować zjawisko mistycznego przeżycia. Św. Bonawentura ujął mistykę w pewnych ramach teologicznych, a Jakub z Mediolanu w swym dziele Zachęta do miłości ukazał ją jako cel drogi życia ascetycznego. Za przyczyną Pseudo-Bonawentury (Rozważania o życiu Chrystusa) w XIV w. mistyka włoska zwróciła się w kierunku późnośredniowiecznej mistyki męki, tracąc swój pierwotny charakter. Z kolei zakon Dominikanów akcentując mistyczną miłość krzyża, pogłębiał w ten sposób własną tożsamość opartą na kontemplacji cierpiącego Chrystusa (Dominik Cavalca, ok. 1270-1342; Jakub Passavanti, ok. 1302-1357).

### Mistyka włoska w XV wieku
W XV w., kiedy Kościół katolicki przeżywał cięższe chwile, coraz większą rolę zaczynały odgrywać kaznodzieje pokutni i propagatorzy reform (św. Bernardyn ze Sieny, św. Wincenty Ferreriusz) oraz odnowiciele życia monastycznego (Laurencjusz Justyniani), którzy pozostawali pod wyraźnym wpływem duchowości bernardyńskiej. W tym czasie mistyka wychodzi z murów klasztornych. Nadprzyrodzone dary i nadzwyczajne zjawiska towarzyszą wielu mistykom (np. bł. Columba z Rieti przyjmuje jedynie pokarm eucharystyczny) i stygmatykom (m.in. Stefana Quinzani, Łucja z Narni), jednak ciągle największą wartość w mistyce przyznaje się miłości (pietas).

### XVI – XVIII w. – czas mistyki ekstatycznej
XVI – XVIII w. to czas tzw. mistyki ekstatycznej będącej zarazem mistyką miłości i cierpienia. Niezwykłego ducha tych przeżyć można odnaleźć w spisanych dziełach mistycznych (np. listy Osnny z Mantui, autobiografie Camilli Verani, czy pisma Battistiny Veranzzy). Szczytowy punkt rozwoju mistyki ekstatycznej prezentuje Maria Magdalena z Pazzi, jej doświadczenia mają wymowę pouczeń i odnoszą się do reformy Kościoła. XVI w. jest również wiekiem mistyki maryjnej, która pojawiła się w związku z objawieniami i cudami Najświętszej Maryi Panny. Pobożność ludowa i tendencje kwietystyczne zaszkodziły jednak po części temu kierunkowi mistyki i doprowadziły do tego, iż w XVII w. wyłania się nowy rodzaj mistyki – mistyka kwietystyczna.
XVII w. – mistyka kwietystyczna oraz nowe podejście
W XVII w. wyłonił się nowy rodzaj mistyki – mistyka kwietystyczna (przedstawiciele: Falconi de Bustamente i François Malaval). XVII w. jest okresem, kiedy mistykę ujmuje się na sposób szkolny, jest to cecha głównie zakonów hiszpańskich i niemiecko-niderlandzkich (np. Baltazar od św. Katarzyny ze Sieny, Ignacy del Niente OP). Szkoła jezuicka rozwija się w kierunku mistyki ascetycznej, franciszkanie akcentują natomiast element przeżyciowy (np. Ogień miłości zesłany na ziemię, ok. 1582).
XVIII w. – rozkwit mistyki włoskiej
Wielkim teoretykiem duchowości ascetycznej w XVIII w. jest jezuita J.B. Scaramelli, równocześnie za sprawą kapucynek (głównie św. Weroniki Giuliani i bł. Magdaleny Martinengo) dochodzi do ponownego rozkwitu mistyki włoskiej. Duży udział w tym dziele przypadł także Izabelli Fornari, M. Cycyli Baij, św. Teresie M. Redi oraz św. Pawłowi od Krzyża.

### Mistyka włoska w XIX wieku
W epoce romantyzmu poprzez skupienie się na uczuciach i tendencjach romantycznych znaczenie doświadczenia mistycznego wyraźnie spada, jednak nie pozbawia go nowych krzewicieli, którzy troszczą się o pogłębienie wiary (bł. Antoni Rosmini, Aleksander Manzoni) i pobożności eucharystycznej.

## Współczesność
Najbardziej znanym współczesnym mistykiem włoskim jest św. Pio z Pietrelciny.